# Angriff auf Nauru
Die Angriffe auf Nauru fanden vom 6. bis 8. Dezember und am 27. Dezember 1940 durch deutsche Hilfskreuzer statt. Nauru gehörte damals Australien, Großbritannien und Neuseeland und ist heute ein selbständiger Inselstaat im Südpazifik, auf der ein großes Phosphatvorkommen abgebaut wurde. Phosphat wird für die Herstellung von Düngemitteln der Landwirtschaft und Sprengstoff verwendet.
Die Hilfskreuzer versenkten fünf Handelsschiffe der Alliierten und beschädigten die Phosphat-Verladestationen schwer. Obwohl die Verladestationen und die Lieferung von Dünger für die Wirtschaft für Australien und Neuseeland auf Nauru und Ocean Island von großer Bedeutung waren, waren die Inseln militärisch ungeschützt und die angreifenden Deutschen konnten ihre Angriffe ohne Verluste durchführen.
Die beiden Angriffe auf Nauru waren während des Zweiten Weltkriegs die wirkungsvollsten Attacken der deutschen Hilfskreuzer im Pazifik. Die Phosphatlieferungen nach Australien, Neuseeland und Japan mussten nach dem Angriff für die Dauer von zehn Wochen eingestellt werden. Dies reduzierte in der Folge die landwirtschaftlichen Erträge dieser Länder. Als Reaktion auf die Attacke, mussten die alliierten Kriegsschiffe Nauru und das nahe gelegene Ocean Island schützen und ihre Handelsschiffe auf den Routen durch den Südpazifik eskortieren. Auch kleine militärische Garnisonen wurden auf den Inseln installiert, um sie zu schützen.

## Hintergrund

Karte des Südpazifiks, die die Routen der deutschen Schiffe und die Stellen der versenkten alliierten Schiffe in der Zeit vom Dezember 1940 bis zum Januar 1942 zeigen.

Der Phosphatabbau und -export auf den Inseln wurde damals durch die im australischen Melbourne ansässige British Phosphate Commission (BPC) betrieben. Während des Geschäftsjahres, das buchhalterisch in Australien am 30. Juni 1940 endete, hatte BPC eine Million Tonnen Phosphat auf Nauru und davon etwa die Hälfte auf Ocean Island durch ihre Flotte von vier Frachtern (Triadic, Triaster, Triona und Trienza) und weiteren Charterschiffen abtransportiert.
Die Inseln hatten keinen Hafen und keine bauliche Anlegemöglichkeit, deshalb mussten die Schiffe an tiefliegenden Moorings gesichert werden, um ihre Fracht über Kranträger aufzunehmen. Ferner behinderten die südwestlich wehenden Winde von November bis März die Frachter beim Bunkern ihrer Ladung, oder sie mussten ablegen, bis sich die Windverhältnisse besserten. Daher war es auch üblich, dass diese Schiffe im Wind drifteten, um Treibstoff zu sparen, und es lagen häufig mehrere Schiffe gleichzeitig vor Nauru.
Obwohl die Phosphat-Lagerstätte für die Wirtschaft von Australien und Neuseeland große Bedeutung hatte, waren die beiden Inseln nur mit einer niedrigen militärischen Priorität eingestuft worden, denn die begrenzten militärischen Mittel wurden anderweitig benötigt. Strategische Phosphatreserven waren zwar in Australien gebildet worden, doch sie waren zu gering, um den Ausfall der Inseln nach einem Angriff zu kompensieren.
Im späten Oktober 1940 stieß der deutsche Hilfskreuzer Orion (in Australien Raider A genannt), der von Kapitän Kurt Weyher kommandiert wurde, auf zwei weitere deutsche Schiffe: auf den Hilfskreuzer Komet (in Australien Raider B genannt) unter dem Kommando von Robert Eyssen und auf das Frachtschiff Kulmerland bei Lamotrek an Caroline Islands. Eyssen war der erfahrenere der beiden Kapitäne und übernahm das Kommando über die nun als Fernost-Verband zusammengefassten deutschen Schiffe. Die drei Schiffe der Achsenmächte operierten im November 18 Tage lang vor der Ostküste Neuseelands und versenkten am 25. bzw. 29. November das kleine Küstenschiff Holmwood und anschließend den großen Ozeanliner Rangitane durch Geschütztreffer, ohne von den schwachen Verteidigungskräften Neuseelands entdeckt zu werden. Nach diesen Angriffen setzten die Hilfskreuzer ihre Fahrt zu den Kermadec Islands fort, wo sie am 29. November die Frauen und Kinder, die sie bei der Versenkung der Rangitane an Bord der Kulmerland gefangen genommen hatten, absetzten. Von dort fuhren die drei Schiffe nach Nauru weiter, um die Phosphatproduktion und die dort versammelten Schiffe anzugreifen und zu zerstören, von denen die deutschen Kapitäne wussten, dass sie dort lagen.

## Angriffe auf Nauru

Karte der Region von Nauru, die die Bewegungen der deutschen Schiffe und die Stellen der versenkten alliierten Schiffe vom 7./8. bis 27. Dezember 1940 zeigt, die hier beschrieben sind.

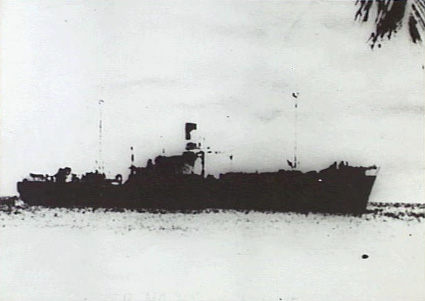
Foto des Hilfskreuzers Komet.

Die deutschen Kräfte trafen am 6. Dezember 1940 auf ein Schiff der BPC auf seinem Weg nach Nauru. Die Triona (4413 t) wurde nordöstlich der Salomonen angegriffen und durch einen Torpedotreffer versenkt, nachdem drei Mitglieder ihrer Mannschaft durch einen Geschütztreffer des Hilfskreuzers getötet worden waren. 68 Mann wurden gefangen genommen.
Die deutschen Kapitäne beabsichtigten, ein Landkommando abzusetzen und die Transportanlagen am 8. Dezember zu zerstören, allerdings zwang sie schlechtes Wetter, sich auf die Schiffe zu konzentrieren, die vor der Insel lagen. Am Abend des 7. Dezember fuhr die Komet, die sich in das japanische Handelsschiff Manyo Maru verwandelt hatte, zur Erkundung der Lage vorweg. Sie versenkte das norwegische Handelsschiff Vinni (5181 t) 9 km südlich von Nauru. Da der Hilfskreuzer getarnt worden war und unter falscher Flagge fuhr, wurde er für ein Handelsschiff aus Japan gehalten.
Die Orion traf die Komet abseits von Nauru in den frühen Stunden des 8. Dezember. Sie griffen gemeinsam die Triadic (6378 t) an, beschädigten sie und versenkten die Triaster (6032 t). Die Komet versuchte erfolglos, die Triadic durch Selbstversenkung zu beseitigen, die Orion versenkte sie schließlich durch Beschuss. Die Komet versenkte später den Dampfer Komata (3900 t). Nach diesen Attacken drehten die zwei Hilfskreuzer und die Kulmerland 32 km östlich von Nauru ab. Als sich das Wetter besserte und eine Landung ermöglichte, wurde entschieden, dass die Komet und Kulmerland zum Ailinglaplap-Atoll in den Marshall Islands fahren sollten, wo die Komet Treibstoff laden sollte, während die Orion im Nordwesten von Nauru operierte. Anschließend sollten sich die Schiffe vor der Insel treffen, um einen weiteren Landungsversuch für einen Angriff zu starten.
Als sich die deutsche Streitmacht am 15. Dezember vor Nauru versammelte, verschlechterte sich das Wetter, so dass sich eine Landung verbot und der Angriff auf Nauru abgebrochen werden musste. Weitere Attacken wurden für nicht durchführbar gehalten, da die Hilfskreuzer eine Funknachricht abgefangen hatten, die die vor Nauru liegenden Schiffe dazu aufrief, sich zu verteilen. Stattdessen fuhren die drei deutschen Schiffe zu der von Australien verwalteten Insel Emirau, um die 675 Gefangenen abzusetzen, die sich an Bord ihrer Schiffe befanden. Dort weigerte Weyher sich, die aus Europa stammenden Gefangenen von Bord der Orion zu entlassen, weil er annahm, dass die trainierten Offiziere und Mannschaften für die Briten ein gleich großes Problem wie das Befördern derselben bedeutete. Deshalb wurden lediglich 343 Europäer und 171 von Chinesen und Südpazifikinsulanern abstammende Personen abgesetzt.
Glücklicherweise für die Deutschen befand sich, als eine der wenigen Inseln in dieser Region, dort kein Militärpersonal der Royal Australian Navy, die die australischen Stellen hätte benachrichtigen können. Die zwei europäischen Familien, die auf der Insel lebten, unterstützten die entlassenen Gefangenen mit Gütern und sandten ein Kanu nach Kavieng auf New Ireland, um die australische Kolonialregierung zu informieren. Ein Schooner wurde entsandt, um weitere Güter nach Emirau zu bringen, der am 24. Dezember ankam. Der Kolonialverwalter von New Britain und weitere Güter wurden nach Emirau an Bord eines Wasserflugzeug geflogen. Die entlassenen Gefangenen wurden am 29. Dezember von dem Dampfer Nellore aufgenommen und nach Townsville in Queensland transportiert, wo sie am 1. Januar 1941 ankamen. Sie lieferten wertvolle Geheimdienst-Information über die Operationen der deutschen Hilfskreuzer, und das deutsche Schiffspersonal erhielt am 19. Februar 1941 den Befehl, keine weiteren Gefangenen zu machen.
Die drei deutschen Schiffe verließen gemeinsam Emirau am 21. Dezember. Die Orion fuhr nach Lamutrik und anschließend nach Maug auf den Caroline Islands, um die Maschinen zu überholen, die Kulmerland wandte sich nach Japan und nur die Komet setzte ihre Operationen im Südpazifik fort. Sie versuchte am 24. Dezember, vor Rabaul Seeminen mit ihrem Motorboot zu verlegen, aber der Versuch schlug wegen eines Ausfalls des Bootmotors fehl.
Die Komet kehrte nach dem erfolglosen Versuch, Minen zu verlegen, nach Nauru zurück und erreichte die Insel am Morgen des 27. Dezember um 05:45 Uhr. Nachdem sie eine Warnung und Signale an diejenigen ausgegeben hatte, die keinen Funkempfang hatten, dass sie die Phosphat-Verladestation zerstören werde, eröffnete sie um 06:40 Uhr das Feuer. Der Beschuss dauerte ungefähr eine Stunde. Während dieser Zeit zerstörte der Hilfskreuzer die Verladeanlage, Öltanks, Boote, Gebäude und die Moorings. Nach diesem Angriff setzte sie ihre Fahrt Richtung Südosten fort und der Nauru-Rundfunk meldete den Angriff nach Australien. Dies war der letzte Besuch eines deutschen Schiffs auf Nauru während des Krieges und der Komet wurde in den Indischen Ozean beordert.

## Nachbetrachtung

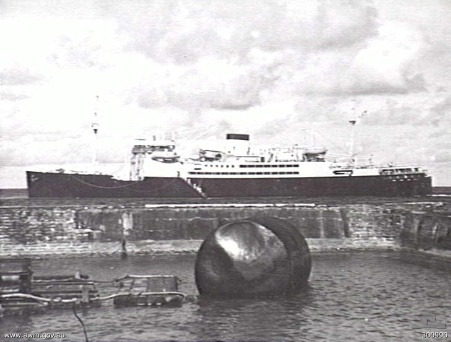
Die Manoora vor Nauru im Januar 1941 kurz nach dem Angriff; im Vordergrund Trümmerteile der Verladeanlagen

Der deutsche Angriff auf Nauru hatte Folgen für die australische und neuseeländische Wirtschaft und war der größte Erfolg der im Pazifischen Ozean operierenden deutschen Hilfskreuzer während des Zweiten Weltkriegs. Es dauerte zehn Wochen, bis die Beladung von Schiffen vor Nauru wieder aufgenommen werden konnte, und der Verlust der Frachter und die beschädigte Infrastruktur führten zu einem signifikanten Rückgang der Phosphat-Lieferungen. Der aus dem Angriff resultierende Lieferengpass erforderte eine Rationierung der Lebensmittel in Neuseeland ab dem Juli 1941. Der zerstörerische Beschuss der Insel durch die Komet zwang auch die Regierung Japans wegen des entstehenden Phosphatmangels, die Hilfslieferung an das Krieg führende Deutsche Reich zu reduzieren.
Der Erfolg der Angriffe der Hilfskreuzer auf Nauru führte in Australien und Neuseeland zu dem Gerücht, dass die Hilfskreuzer mit Hilfe von Verrätern auf der Insel erfolgreich gewesen seien. Mehrere Untersuchungen kamen zum Ergebnis, dass das Gerücht nicht der Wirklichkeit entsprach.
Nach den Angriffen sah sich die australische Regierung gezwungen, Schutzmaßnahmen gegen weitere Angriffe der Hilfskreuzer zu ergreifen. Die Royal Australian Air Force und Royal New Zealand Air Force flogen eine größere Zahl von Patrouillen, um die Hilfskreuzer in der Nähe ihrer Haupthäfen zu entdecken. Darüber hinaus forderte die Führung der australischen Marine die britische Admiralität auf, eine Umgruppierung der australischen Marineverbände so vorzunehmen, dass sie der Bedrohung durch die Hilfskreuzer entgegentreten konnten. Dem Anliegen wurde zugestimmt und der Leichte Kreuzer HMAS Sydney und das bewaffnete Handelsschiff HMAS Kanimbla von anderen Stationen nach Australien zurückbeordert. Die HMAS Manoora erreichte Ocean Island am 4. Januar 1941, als sie die Trienza eskortierte. Verschiedene australische und neuseeländische Kriegsschiffe waren während der nachfolgenden Monate kontinuierlich vor der Insel präsent. Ferner wurden zwei Feldhaubitzen auf den Inseln aufgestellt. Die Angriffe führten auch dazu, dass für den Transport von Frachtgütern zwischen Australien und Neuseeland Schiffkonvois gebildet wurden. Des Weiteren nutzte die Navy die Informationen, die der Geheimdienst von den entlassenen Gefangenen auf Emirau erhalten hatte, und leitete Handelsschiffe von den Gebieten ab, in denen die Hilfskreuzer operierten. Dies schränkte die militärische Wirkung der deutschen Hilfskreuzer ein, und die Komet und Orion versenkten lediglich drei weitere Schiffe in der Zeit zwischen den Angriffen auf Nauru und ihrer Rückkehr nach Europa gegen Ende des Jahres 1941.